# جاکومو دی پیری
جاکومو دی پیری (انگلیسی: Giacomo De Pieri؛ زادهٔ ۲۹ دسامبر ۲۰۰۶) بازیکن فوتبال اهل ایتالیا است که برای باشگاه فوتبال اینترمیلان در پست هافبک بازی می‌کند.